# 有限生成
在抽象代數中，有限生成意謂一個代數結構中存在有限多個元素 {\displaystyle x_{1},\ldots ,x_{n}}，使得每個元素都能由這些元素的代數運算生成；或者形式地說，謂該結構能表成有限個生成元的自由對象的商（在適當的範疇內）。這類對象有時也稱為有限型的。
以下是常見的特例：
- 有限生成群：若群 {\displaystyle G} 中存在一個有限子集 {\displaystyle S}，使得 {\displaystyle G} 中的任一元素都能以 {\displaystyle S} 的元素及其逆元的連乘積表示，則稱 {\displaystyle G} 為有限生成群。
- 有限生成阿贝尔群
- 有限生成模：設 {\displaystyle R} 為環，若左 {\displaystyle R}-模 {\displaystyle M} 中存在有限多個元素 {\displaystyle m_{1},\ldots ,m_{n}}，使得 {\displaystyle M=Rm_{1}+\cdots +Rm_{n}}，則稱 {\displaystyle M} 為有限生成模；對右 {\displaystyle R}-模的定義類此。有限維向量空間是其特例。
- 有限生成代數：設 {\displaystyle R} 為交換環，若 {\displaystyle R}-代數 {\displaystyle A} 中存在有限多個元素 {\displaystyle a_{1},\ldots ,a_{n}}，使得每個 {\displaystyle A} 的元素都能表成多項式 {\displaystyle f(a_{1},\ldots ,a_{n})}，其中 {\displaystyle f\in R[X_{1},\ldots ,X_{n}]}。